# NGC 7768
NGC 7768 is een elliptisch sterrenstelsel in het sterrenbeeld Pegasus. Het hemelobject werd op 5 september 1828 ontdekt door de Britse astronoom John Herschel.

## Synoniemen
- UGC 12806
- MCG 4-56-18
- ZWG 477.19
- PGC 72605